# هيرنان بولانوس
هيرنان بولانوس (بالإسبانية: Hernán Bolaños)‏ هو مدرب كرة قدم ودبلوماسي ولاعب كرة قدم كوستاريكي، ولد في 20 مارس 1912 في غرناطة (نيكاراغوا) في نيكاراغوا، وتوفي في 10 مايو 1992 في سان خوسيه في كوستاريكا. شارك مع منتخب كوستاريكا لكرة القدم. أما مع النوادي، فقد لعب مع أوداكس إيتاليانو.